# Mirabella V
Mirabella V sjösattes 2003 på Vosper Thornycroft's varv i Southampton. Hon är konstruerad av Ron Holland och räknas som världens största enmastade segelbåt. Den har masthöjd på 88,5 meter över vatten och en längd på 247 fot, motsvarande 75,2 meter.
Båten är värderad till drygt 400 miljoner kronor, och ägs av Joe Vittoria, den före detta vd:n för biluthyrningsföretaget Avis.